# Kirschblütenrennen Wels
Koordinaten: 48° 10′ 54,6″ N, 14° 0′ 52,4″ O

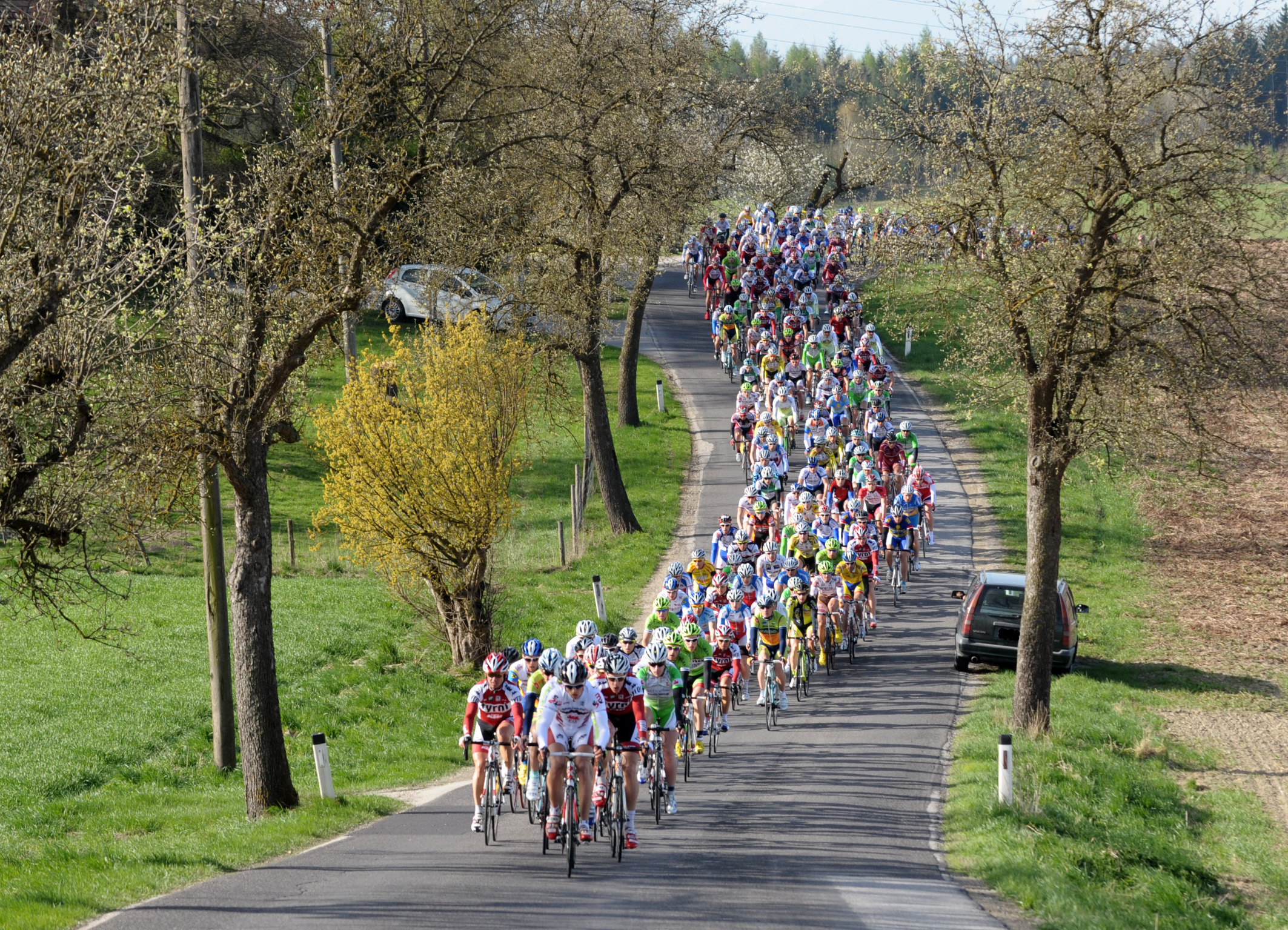
Kirschblütenrennen 2011 – Hauptfeld Elite

Das Welser Kirschblütenrennen ist das älteste und mit seinen rund 600 Teilnehmern eines der wichtigsten Straßenradrennen Österreichs. Zum Unterschied zu herkömmlichen Straßenradrennen starten die Teilnehmer aller Kategorien zur selben Zeit. Der Name bezieht sich auf den Zeitpunkt der jährlichen Durchführung im April, etwa um die Kirschblüte.

## Geschichte

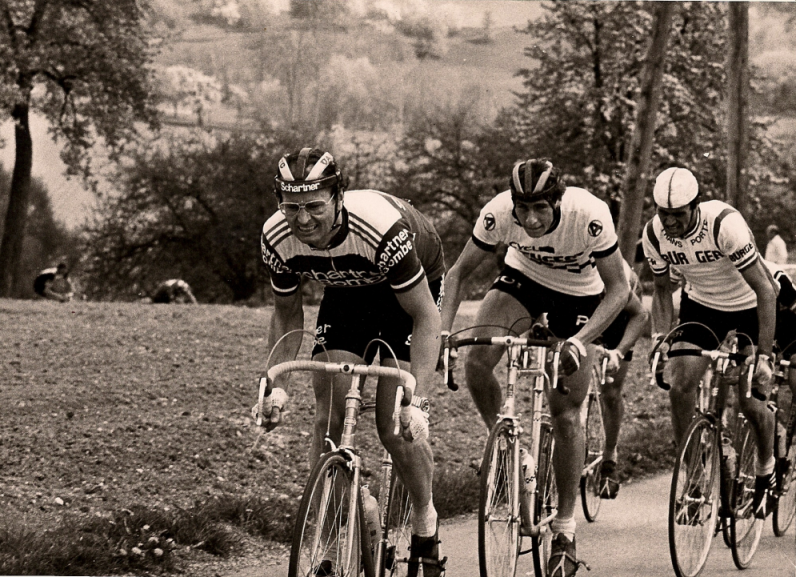
Kirschblütenrennen 1977 – Bergwertung Mistelbacherberg

1961 wurde das Welser Kirschblütenrennen durch die Organisatoren Harry Amringer, Josef Lehner, Hans Steiner, Gerhard Stibal und Otto Hammerschmid ins Leben gerufen. Die ursprüngliche Strecke führte von Wels über Bad Schallerbach nach Wallern und Eferding. Im Jahr 2011 wurde erstmals eine Frauenwertung eingeführt. Aktuell wird das Kirschblütenrennen für alle Renn-Kategorien, außer der Elite, als österreichisches Cuprennen gewertet.

## Veranstalter
Gemeinsam mit der Dienststelle Sport der Stadt Wels ist der RC ARBÖ Wels Gourmetfein offizieller Veranstalter des Welser Kirschblütenrennens. Der RC ARBÖ Wels Gourmetfein (Name: Stand 2008/2009 und ähnlich bis 2012) wurde 1921 gegründet und ist des Weiteren Veranstalter des größten Welser Sportevents, dem Welser Innenstadt-Kriterium. Mit rund 300 Mitgliedern ist er einer der populärsten Radsportclubs Österreichs. Der Obmann Wilfried Luger ist zugleich der Hauptorganisator des Kirschblütenrennens.

## Streckenführung

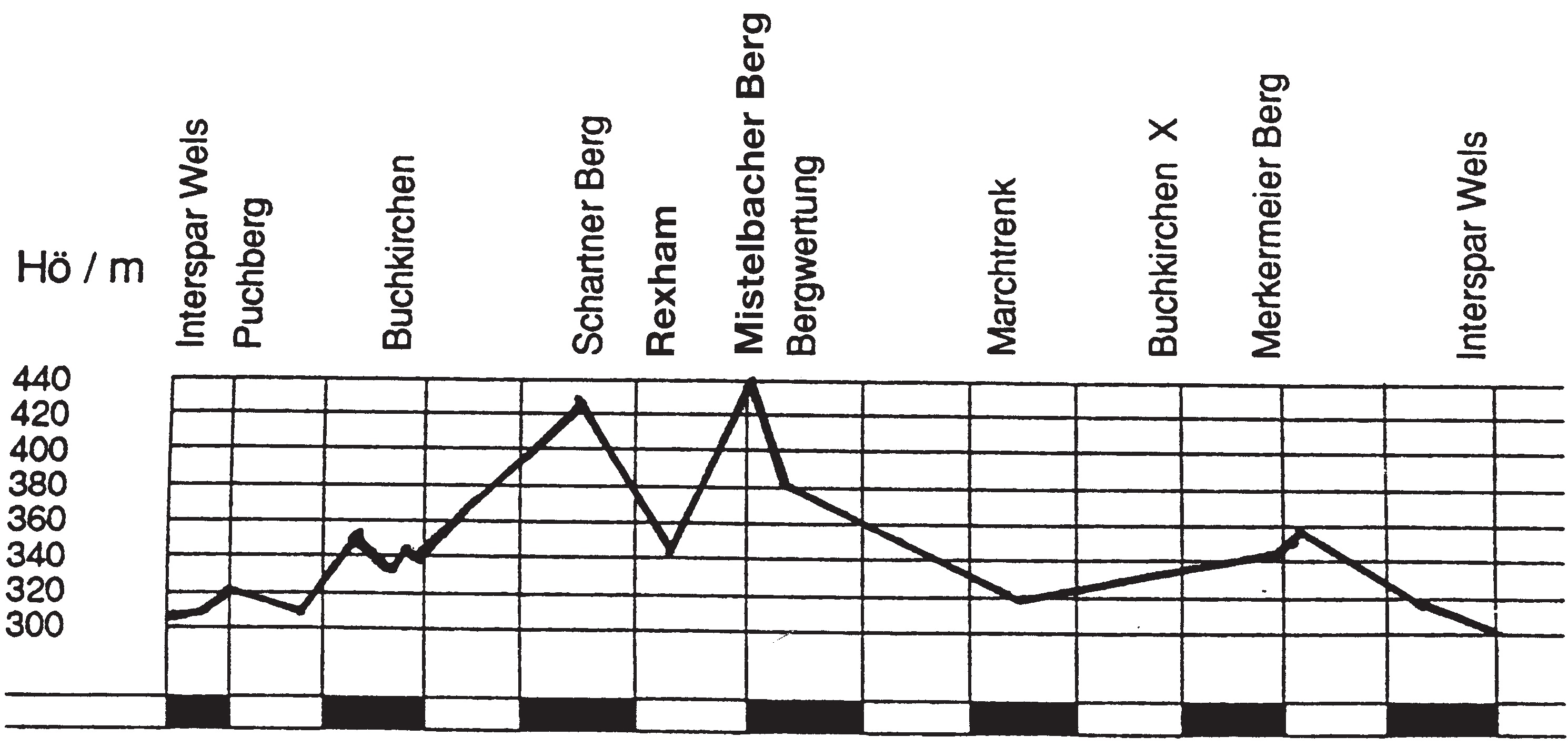
Höhenprofil einer Runde

Start beziehungsweise Ziel des Rennens befinden sich seit 1990 in der Oberfeldstraße in Wels-Nord im Stadtteil Neustadt vor dem Kaufhaus Interspar. Die Streckenführung: Wels – Haiding – Buchkirchen – Scharten – Rexham – Unterscharten – Mistelbacherberg (Bergwertung) – Mistelbach – Oberprisching – Buchkirchen – Merkermeierberg – Wels. Die Streckenlänge beträgt 35,2 km. Zusätzlich gibt es eine kleine Runde mit 15,4 km, welche von Wels – Haiding – Kreuzung/Buchkirchen – Merkermeierberg – Wels führt. Die Fahrer der einzelnen Kategorien haben unterschiedliche Streckenlängen zu fahren. In den Anfangsjahren hatte eine Strecke ungefähr 40 km, welche 3-mal gefahren wurde. Im Laufe der Zeit wurde das Rennen sowohl durch die größere Streckenlänge (inzwischen ungefähr 170 km) als auch durch die Topografie wesentlich anspruchsvoller. Die Durchschnittsgeschwindigkeit der Sieger beträgt ca. 40–42 km/h.
| Kategorie                | Startnummer | Runde                       | Länge    | Start | Durchfahrt / Zielzeiten 1. Runde | Durchfahrt / Zielzeiten 2. Runde | Durchfahrt / Zielzeiten 3. Runde | Durchfahrt / Zielzeiten 4. Runde | Durchfahrt / Zielzeiten 5. Runde | Durchfahrt / Zielzeiten 6. Runde |
| Elite, U23               | 1 – 219     | 4 gr. Runden + 2 kl. Runden | 171,6 km | 09:00 | 09:53                            | 10:46                            | 11:44                            | 12:37                            | 13:00                            | Ziel 13:20                       |
| Amateure, Master I - III | 301 – 549   | 3 gr. Runden                | 105,6 km | 09:08 | 10:02                            | 10:57                            | Ziel 11:50                       |                                  |                                  |                                  |
| Frauen, Juniorinnen      | 550 – 599   | 2 gr. Runden                | 70,4 km  | 09:12 | 10:01                            | Ziel 11:12                       |                                  |                                  |                                  |                                  |
| Junioren                 | 220 – 299   | 3 gr. Runden                | 105,6 km | 09:24 | 10:23                            | 11:17                            | Ziel 12:12                       |                                  |                                  |                                  |
| U 17                     | 601 – 699   | 2 gr. Runden                | 70,4 km  | 09:27 | 10:25                            | Ziel 11:21                       |                                  |                                  |                                  |                                  |
| U 15                     | 701 – 799   | 1 gr. Runde                 | 35,2 km  | 09:30 | Ziel 10:30                       |                                  |                                  |                                  |                                  |                                  |

## Ärztliche und technische Unterstützung
Die Stadt Wels und die angrenzenden Orten, die durchfahren werden, stellen Feuerwehren und Rettungsdienste bereit. Die Polizei und andere zur Überwachung befugte Organe stellen sicher, dass die Sicherheit der Rennfahrer und der anderen Verkehrsteilnehmer geleistet ist. Im Vorfeld werden Dopingtests laut den Bestimmungen der Nationalen Anti-Doping Agentur durchgeführt.

## Verpflegung
Wie bei allen Ausdauersportarten ist eine gute Verpflegung der Fahrer sehr wichtig, um die Leistungsfähigkeit zu erhalten und um eventuellen Gesundheitsrisiken gegenzuwirken. Mit Hilfe von Verpflegungszonen werden die Fahrer versorgt. Die Verpflegungszone befindet sich beginnend vom Ortsende Buchkirchen in Richtung Schnadt. Diese muss 1 km lang sein und befindet sich in einem Bereich, in dem die Fahrer ein nicht zu hohes Tempo fahren. Laut Reglement soll/darf ein Rennen, welches über eine Strecke von 50 km hinausgeht, mit einer Verpflegungszone ausgestattet sein. Es darf bis 20 km vor dem Ziel verpflegt werden. Die Verpflegung der Fahrer erfolgt über freiwillige Helfer bis hin zu professionellen Betreuern der einzelnen Fahrer und Teams. Bei annähernd 600 Startern, wobei mindestens die Hälfte davon verpflegt werden möchte, ist eine perfekte Koordination aller Beteiligten in diesem Streckenabschnitt erforderlich, um einen reibungslosen Ablauf garantieren zu können. Da der Umweltschutz beim Kirschblütenrennen sehr ernst genommen wird, dürfen die Fahrer ihren Müll nur in der Verpflegungszone wegwerfen. Verstöße gegen dieses Zusatzreglement werden geahndet.

## Jubiläumsrennen 2011
Sieger des 50. Jubiläumsrennen vom 10. April 2011 wurde der slowenische Fahrer Dejan Bajt mit einer Fahrzeit von 4 Stunden 16 Minuten und 26 Sekunden vor dem deutschen Florian Bissinger und dem ungarischen Fahrer Peter Kusztor. Diese Fahrer konnten sich ungefähr 5 km vor dem Ziel vom Hauptfeld, welches einen Rückstand von 8 Sekunden hatte, absetzen. Alle weiteren Ergebnisse können auf der österreichischen Radsportverbandseite nachgeschlagen werden.
| Platzierung | Startnummer | Name               | UCI-Code    | Mannschaft                      |
| 1           | 160         | Dejan Bajit        | SLO19871028 | Perutnina Ptuj-Mixed Team       |
| 2           | 026         | Florian Bissinger  | GER19880130 | ARBÖ Gebrüder Weiss-Oberndorfer |
| 3           | 129         | Péter Kusztor      | HUN19841227 | Atlas Personal                  |
| 4           | 136         | Christian Grasmann | GER19810316 | Rudy Project Racing Team        |
| 5           | 050         | Andreas Hofer      | AUT19910208 | Tyrol-Team Radland Tirol        |

## Sieger
| - 2018 Jannik Steimle - 2017 Matej Mugerli - 2016 Daniel Schorn - 2015 Jan Tratnik - 2014 Chris Hatz - 2013 Riccardo Zoidl - 2012 Stefan Rucker - 2011 Dejan Bajit - 2010 Milan Kadlec - 2009 Werner Riebenbauer - 2008 Sergy Lagkuti - 2007 Peter Pichler - 2006 Peter Pichler - 2005 Jochen Summer - 2004 Paul Kasis - 2003 Jochen Summer - 2002 Stefan Rucker - 2001 Friedrich Berein | - 2000 Friedrich Berein - 1999 Florian Wiesinger - 1998 Vladimir Sadlo - 1997 Peter Pichler - 1996 Franz Stocher - 1995 Josef Lontscharitsch - 1994 Armin Purner - 1993 Armin Purner - 1992 Josef Regec - 1991 Heinz Marchel - 1990 Richard Koberna - 1989 Mario Traxl - 1988 Dietmar Hauer - 1987 Johann Traxler - 1986 Arno Wohlfartner - 1985 Arno Wohlfartner - 1984 Andreas Blümel - 1983 Kurt Zellhofer | - 1982 Christian Majnaric - 1981 Johann Lienhart - 1980 Hermann Mandler - 1979 R. Waltenberger - 1978 Herbert Spindler - 1977 Wolfgang Priglhofer - 1976 Ludwig Kretz - 1975 Siegfried Denk - 1974 keine Ergebnisse - 1973 Ludwig Kretz - 1972 Hans Oberndorfer - 1971 Franz Bachmaier - 1970 Franz Wiesinger - 1969 Rolf Eberl - 1968 Herbert Kiscina - 1967 keine Ergebnisse - 1966 Johann Wiesinger - 1965 Roman Humenberger |

## Fans

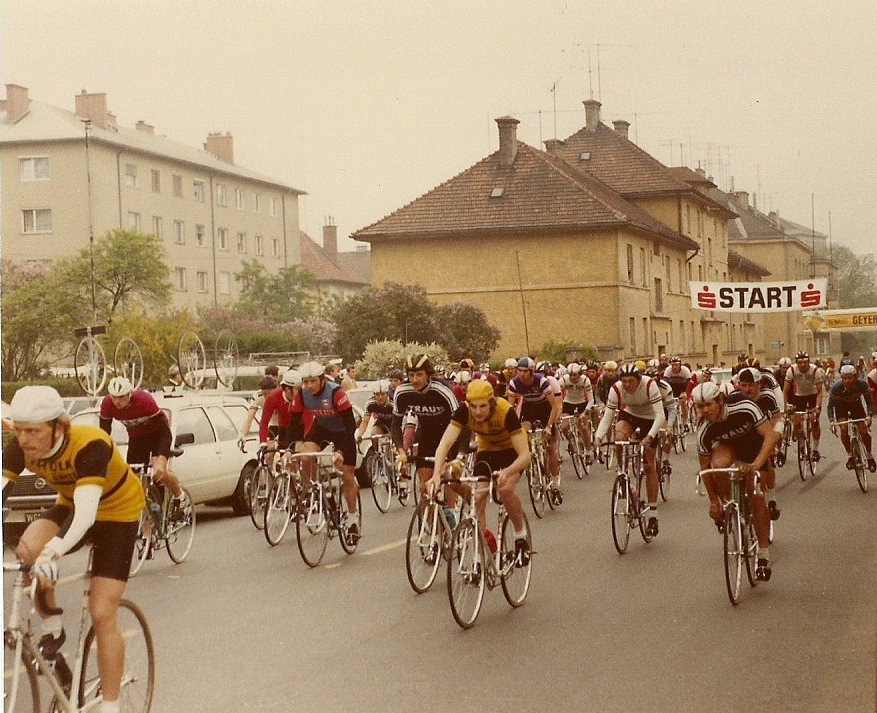
Kirschblütenrennen 1982 – Start Grieskirchnerstraße Wels

Das Kirschblütenrennen gilt als eine der beliebtesten Sportveranstaltungen in Wels. Jährlich besuchen mehr und mehr Radsportbegeisterte, neben dem ebenfalls sehr bekannten Welser Innenstadtkriterium, dieses Rennen. Die Bewohner in und rund um Wels sind ein wichtiger Motivationsfaktor für die Fahrer. Oftmals werden jedoch Fans unfreiwillig zu Hindernissen für die Fahrer.

## Sponsoren und Werbung
Es wird jedes Jahr versucht einen Namenssponsor für das Rennen zu finden. In den Jahren 2010 und 2011 war eine oberösterreichische Immobilienfirma der Namens- und Hauptsponsor. Auch die Elite-Fahrer und Teams sind von Sponsoren abhängig. Eine Auflistung dieser Sponsoren befindet sich in der jährlich erscheinenden Infobroschüre.

## Sonstiges
Das erste Rennen Wels–Eferding–Scharten–Wels wurde erstmals April 1961 organisiert.
Laut Harry Amringer (April 2011) blühten bei 40 von 50 Rennen die Kirschen in Scharten, einmal musste das Rennen verkürzt werden – „wir fuhren auf Schnee“. In den ersten Jahren führte die Tour noch über Bad Schallerbach, Wallern nach Eferding. „Wir änderten die Strecke, weil die Radler immer wieder vor den Eisenbahn-Übergängen in Eferding warten mussten.“
Anfangs startete das Rennen in der Grieskirchnerstraße auf Höhe Nr. 72 (heute: Sparkassenfiliale), später war Start und Ziel 900 m weiter stadteinwärts bei der Neustädter Volksschule Grillparzerstraße 2 und damit fast am Beginn der Grieskirchnerstrasse. Seit 1990 findet der Start 1,6 km weiter stadtauswärts nahe der Grieskirchnerstraße beim (sonntags geschlossenen) Einkaufszentrum Interspar in der Oberfeldstraße statt. Dort steht ein großer Auto-Parkplatz zur Verfügung und wird auch dem angestiegenen innerstädtischen Autoverkehr ausgewichen.
Erstmals gewann 2009 ein für den gastgebenden Welser Radclub fahrender Sportler das Rennen: Werner Riebenbauer. 2009 bog das Polizei-Vorausfahrzeug in Buchkirchen falsch ab, doch die Rennfahrer wählten aus Erfahrung dennoch die richtige Route.

## Streckenlänge
2011 wurden 600 bis 700 Starter erwartet und fuhren die Profis (Kategorie: Elite) 171,6 Kilometer und überwanden mehr als 1600 Höhenmeter. Hobby-Radler, Junioren und Master (ab 40 Jahre) fuhren 105,6 Kilometer (1200 m), Frauen und Juniorinnen 70,4 km, die U15-Sportler und die Mädchen 35,2 Kilometer (400 m). Die einzelnen Wertungsgruppen wurden sonntags zwischen 9 und 9.30 Uhr beim EKZ Interspar, Oberfeldstraße gestartet.